# ضفيرة بطنية
الضفيرة البطنية أو الضفيرة الحشوية (بالإنجليزية: celiac plexus)‏ كما تُسمى الضفيرة الشمسية (بالإنجليزية: solar plexus)‏ بسبب أليافها العصبية على شكل أشعة، هي شبكة مُعقدة من الأعصاب (ضفيرة عصبية) تقع في البطن، بالقرب من الجذع البطني والشريان المساريقي القلوي والشريان الكلوي وهي تفرعاتٌ من الأبهر البطني. تقعُ خلف المعدة والجراب الثربي، وإلى الأمام من ساق الحجاب الحاجز على مستوى الفقرة القطنية الأولى.

## الهيك
تتضمن الضفيرة البطنية عددًا من الضفائر الصغيرة، وهي:
- ضفيرة كبدية
- ضفيرة طحالية
- ضفائر معدية
- ضفيرة بنكرياسية
- ضفيرة كظرية

ضفائر أخرى مُتفرعة من الضفيرة البطنية:
- ضفيرة كلوية
- ضفيرة منوية / ضفيرة مبيضية
- ضفيرة مساريقية علوية

## وصلات خارجية
- صور تشريحية:40:10-0101 في مركز داونستيت الطبي التابع لجامعة نيويورك
- تشريح دارتموث figures/chapter_32/32-6.HTM